# Anaco (município)
Anaco é um município da Venezuela localizado no estado de Anzoátegui. A capital do município é a cidade de Anaco.